# Micromesistius poutassou

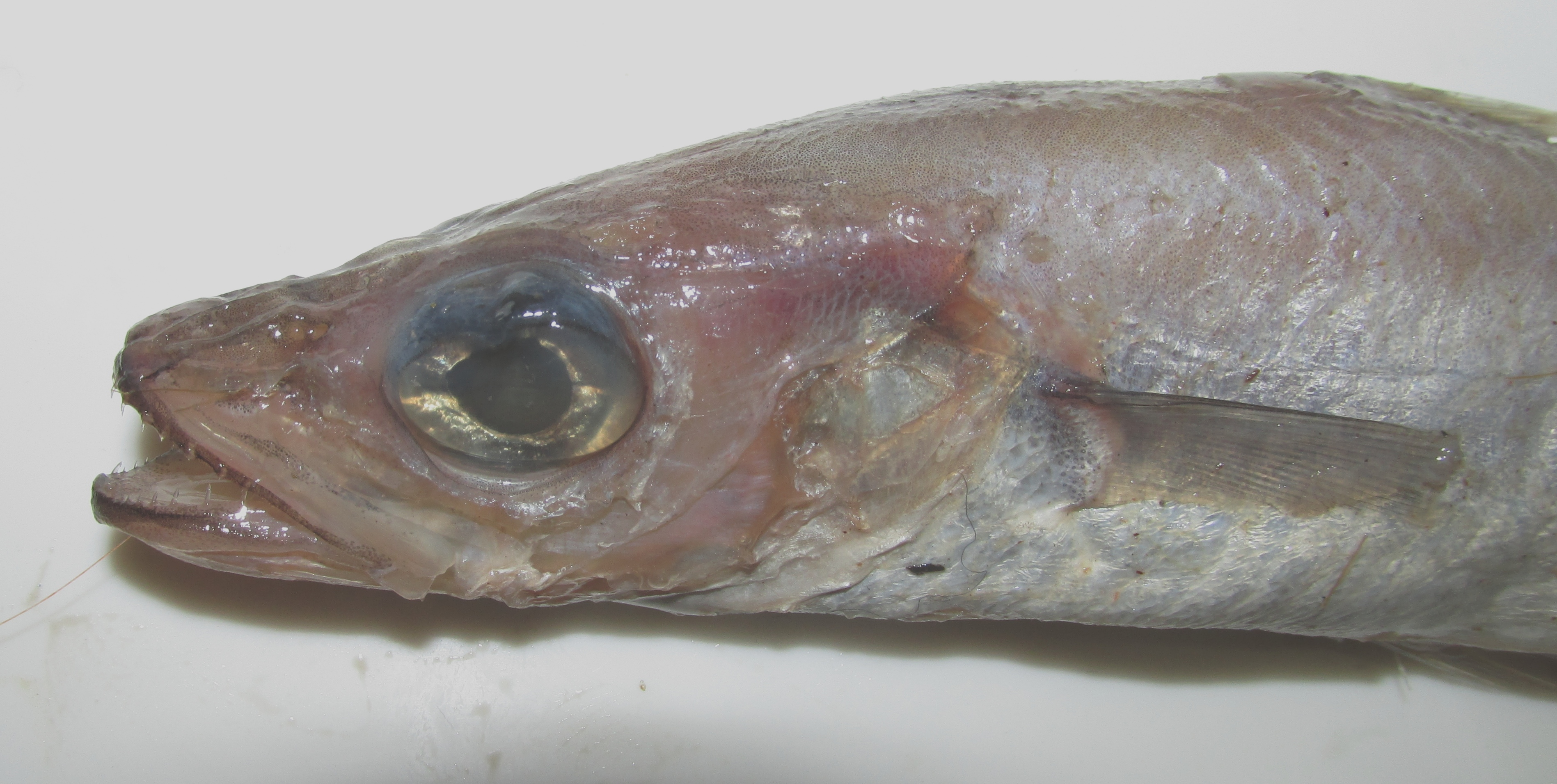
Particolare della testa

Il melù o potassolo (Micromesistius poutassou (Risso, 1827)) è un pesce di mare della famiglia Gadidae.

## Distribuzione e habitat
È una specie a distribuzione piuttosto nordica ed è diffusa nell'Oceano Atlantico orientale tra la Norvegia settentrionale, l'Islanda ed il Marocco; è presente, anche se non comune, anche sulle coste atlantiche nordamericane canadesi e del New England settentrionale, dove sembra che sia giunto negli ultimi 50 anni. Nel mar Mediterraneo è diffuso dappertutto tranne le coste del sud est; è comune nelle acque italiane.
È un pesce pelagico, vive in acque aperte a profondità tra i 100 ed i 900 metri su fondali di almeno 500-1000 metri. Di notte si avvicina alla superficie, a non meno di 100 metri di fondo, comunque.

## Descrizione
Ha un aspetto abbastanza simile a prima vista a quello del nasello ma è facile da distinguere sia per la bocca più piccola, che per l'occhio grande che, infine, per i caratteri delle pinne. Le dorsali infatti sono 3: le prime due sono piccole, con base assai più breve dell'altezza; la terza più lunga e bassa, simmetrica rispetto alla seconda anale; la prima anale invece è molto lunga e raggiunge l'altezza della prima pinna dorsale. Le ventrali sono piccole e poste molto avanti, le pinne pettorali abbastanza sviluppate, la pinna caudale è piccola e forcuta. Il corpo è allungato ed affilato. È sprovvisto di barbiglio.
La colorazione è grigio piombo sul dorso che sfuma nel biancastro del ventre. L'interno della bocca è nero.
Misura 50 cm al massimo ma di solito non misura più di 25 cm.

## Alimentazione
È carnivoro, caccia crostacei planctonici e piccoli pesci.

## Riproduzione
Avviene in inverno e primavera, le uova sono pelagiche.

## Pesca
Si cattura con reti e palamiti. Le carni sono simili a quelle del nasello ma sono piuttosto insipide e molli. Il Micromesistius poutassou è inserito nella lista dei prodotti agroalimentari tradizionali italiani. Tipico di Porto Ercole, sul Monte Argentario è conosciuto localmente con il nome di Fica Maschia.